# Saint-Dizier (quận)
Quận Saint-Dizier là một quận của Pháp, nằm ở tỉnh Haute-Marne, ở vùng Grand Est. Quận này có 11 tổng và 114 xã.

## Các đơn vị hành chính

### Các tổng
Các tổng của quận Saint-Dizier là: 
1. Chevillon
2. Doulaincourt-Saucourt
3. Doulevant-le-Château
4. Joinville
5. Montier-en-Der
6. Poissons
7. Saint-Dizier-Centre
8. Saint-Dizier-Nord-Est
9. Saint-Dizier-Ouest
10. Saint-Dizier-Sud-Est
11. Wassy

### Các xã
Các xã của quận Saint-Dizier, và mã INSEE là: 
| 1. Aingoulaincourt (52004)          | 2. Allichamps (52006)                      | 3. Ambonville (52007)                         |
| 4. Annonville (52012)               | 5. Arnancourt (52019)                      | 6. Attancourt (52021)                         |
| 7. Autigny-le-Grand (52029)         | 8. Autigny-le-Petit (52030)                | 9. Bailly-aux-Forges (52034)                  |
| 10. Baudrecourt (52039)             | 11. Bayard-sur-Marne (52265)               | 12. Bettancourt-la-Ferrée (52045)             |
| 13. Beurville (52047)               | 14. Blumeray (52057)                       | 15. Blécourt (52055)                          |
| 16. Bouzancourt (52065)             | 17. Brachay (52066)                        | 18. Brousseval (52079)                        |
| 19. Ceffonds (52088)                | 20. Cerisières (52091)                     | 21. Chamouilley (52099)                       |
| 22. Chancenay (52104)               | 23. Charmes-en-l'Angle (52109)             | 24. Charmes-la-Grande (52110)                 |
| 25. Chatonrupt-Sommermont (52118)   | 26. Chevillon (52123)                      | 27. Cirey-sur-Blaise (52129)                  |
| 28. Cirfontaines-en-Ornois (52131)  | 29. Courcelles-sur-Blaise (52149)          | 30. Curel (52156)                             |
| 31. Domblain (52169)                | 32. Dommartin-le-Franc (52171)             | 33. Dommartin-le-Saint-Père (52172)           |
| 34. Domremy-Landéville (52173)      | 35. Donjeux (52175)                        | 36. Doulaincourt-Saucourt (52177)             |
| 37. Doulevant-le-Château (52178)    | 38. Doulevant-le-Petit (52179)             | 39. Droyes (52180)                            |
| 40. Effincourt (52184)              | 41. Eurville-Bienville (52194)             | 42. Fays (52198)                              |
| 43. Ferrière-et-Lafolie (52199)     | 44. Flammerécourt (52201)                  | 45. Fontaines-sur-Marne (52203)               |
| 46. Frampas (52206)                 | 47. Fronville (52212)                      | 48. Germay (52218)                            |
| 49. Germisay (52219)                | 50. Gillaumé (52222)                       | 51. Gudmont-Villiers (52230)                  |
| 52. Guindrecourt-aux-Ormes (52231)  | 53. Hallignicourt (52235)                  | 54. Humbécourt (52244)                        |
| 55. Joinville (52250)               | 56. Laneuville-au-Pont (52267)             | 57. Leschères-sur-le-Blaiseron (52284)        |
| 58. Lezéville (52288)               | 59. Longeville-sur-la-Laines (52293)       | 60. Louvemont (52294)                         |
| 61. Louze (52296)                   | 62. Magneux (52300)                        | 63. Maizières (52302)                         |
| 64. Mathons (52316)                 | 65. Mertrud (52321)                        | 66. Montier-en-Der (52331)                    |
| 67. Montreuil-sur-Blaise (52336)    | 68. Montreuil-sur-Thonnance (52337)        | 69. Morancourt (52341)                        |
| 70. Moëslains (52327)               | 71. Mussey-sur-Marne (52346)               | 72. Narcy (52347)                             |
| 73. Nomécourt (52356)               | 74. Noncourt-sur-le-Rongeant (52357)       | 75. Nully (52359)                             |
| 76. Osne-le-Val (52370)             | 77. Pancey (52376)                         | 78. Paroy-sur-Saulx (52378)                   |
| 79. Pautaines-Augeville (52379)     | 80. Perthes (52386)                        | 81. Planrupt (52391)                          |
| 82. Poissons (52398)                | 83. Puellemontier (52411)                  | 84. Rachecourt-Suzémont (52413)               |
| 85. Rachecourt-sur-Marne (52414)    | 86. Robert-Magny-Laneuville-à-Rémy (52427) | 87. Roches-Bettaincourt (52044)               |
| 88. Roches-sur-Marne (52429)        | 89. Rouvroy-sur-Marne (52440)              | 90. Rouécourt (52436)                         |
| 91. Rupt (52442)                    | 92. Sailly (52443)                         | 93. Saint-Dizier (52448)                      |
| 94. Saint-Urbain-Maconcourt (52456) | 95. Saudron (52463)                        | 96. Sommancourt (52475)                       |
| 97. Sommevoire (52479)              | 98. Suzannecourt (52484)                   | 99. Thilleux (52487)                          |
| 100. Thonnance-les-Moulins (52491)  | 101. Thonnance-lès-Joinville (52490)       | 102. Troisfontaines-la-Ville (52497)          |
| 103. Trémilly (52495)               | 104. Valcourt (52500)                      | 105. Valleret (52502)                         |
| 106. Vaux-sur-Blaise (52510)        | 107. Vaux-sur-Saint-Urbain (52511)         | 108. Vecqueville (52512)                      |
| 109. Ville-en-Blaisois (52528)      | 110. Villiers-en-Lieu (52534)              | 111. Voillecomte (52543)                      |
| 112. Wassy (52550)                  | 113. Échenay (52181)                       | 114. Éclaron-Braucourt-Sainte-Livière (52182) |
| 115. Épizon (52187)                 |                                            |                                               |